# Luiz Felipe Ventura dos Santos
Luiz Felipe Ventura dos Santos, más conocido como Felipe, (Río de Janeiro, Brasil, 22 de febrero de 1984) es un futbolista brasileño. Juega de guardameta y su equipo actual es el Paraná Clube de la segunda división del Campeonato Paranaense.

## Trayectoria
En 2002, subió a la profesional equipo de Vitória y se convirtió en titular. En 2005 se trasladó a San Caetano.
Al año siguiente fue contratado por el Bragantino, sin embargo, disputaría la Serie B de Campeonato Brasileño defensa de la Associação Portuguesa, después de haber sufrido una contusión en el medio de la competencia y regresar al equipo 
En 2007, disputó el Campeonato Paulista por el Bragantino, y tuvo la oportunidad de mostrar su fútbol, y aprovechó la ocasión así, llegando con su equipo a las semifinales, disputandola con el Santos.
Felipe atrajo la atención de muchos clubes, y sería contratado para defender al Corinthians, teniendo la oportunidad de volver a editar el bien de su ídolo de fútbol Dida.

## Clubes
Actualizado al 16 de octubre de 2022.
| Club                   | País     | Año         |
| ---------------------- | -------- | ----------- |
| Vitória                | Brasil   | 2002 - 2006 |
| → São Caetano (cedido) | Brasil   | 2005        |
| Bragantino             | Brasil   | 2006        |
| Portuguesa             | Brasil   | 2006        |
| Vitória                | Brasil   | 2006        |
| Bragantino             | Brasil   | 2006 - 2007 |
| Corinthians            | Brasil   | 2007 - 2010 |
| Olé Brasil             | Brasil   | 2010 - 2012 |
| → SC Braga (cedido)    | Portugal | 2010        |
| → Flamengo (cedido)    | Brasil   | 2011        |
| Flamengo               | Brasil   | 2012 - 2015 |
| Figueirense            | Brasil   | 2015 - 2016 |
| Bragantino             | Brasil   | 2016        |
| Boavista Sport Club    | Brasil   | 2016 - 2017 |
| Uberlândia             | Brasil   | 2017 - 2018 |
| Kisvárda               | Hungría  | 2018 - 2020 |
| Botafogo da Paraíba    | Brasil   | 2020 - 2022 |
| Taubaté                | Brasil   | 2022        |
| Paraná Clube           | Brasil   | 2022 - act. |